# Глимбока (Караш-Северин)
Глимбока (рум. Glimboca) насеље је и општина у Румунији у жупанији Караш-Северин. Oпштина се налази на надморској висини од 284 m.

## Прошлост
Аустријски царски ревизор Ерлер је 1774. године констатовао да место припада Бистичком округу, Карансебешког дистрикта. Становништво је било влашко.

## Становништво
Према подацима из 2002. године у насељу је живело 1930 становника.

### Попис2002.
| Расподела становништва по националности 2002.‍ | Расподела становништва по националности 2002.‍ | Расподела становништва по националности 2002.‍ | Расподела становништва по националности 2002.‍ | Расподела становништва по националности 2002.‍ |
| --------------------------------------------- | --------------------------------------------- | --------------------------------------------- | --------------------------------------------- | --------------------------------------------- |
|                                               |                                               |                                               |                                               |                                               |
| Румуни                                        | Румуни                                        |                                               | 1.911                                         | 99,1%                                         |
| Мађари                                        | Мађари                                        |                                               | 6                                             | 0,3%                                          |
| Роми                                          | Роми                                          |                                               | 8                                             | 0,4%                                          |
| Немци                                         | Немци                                         |                                               | 4                                             | 0,2%                                          |

### Хронологија
| Година       | 1992 | 1993 | 1994 | 1995 | 1996 | 1997 | 1998 | 1999 | 2000 | 2001 | 2002 | 2003 | 2004 | 2005 | 2006 | 2007 | 2008 | 2009 | 2010 | 2011 | 2012 | 2013 | 2014 | 2015 | 2016 | 2017 |
| ------------ | ---- | ---- | ---- | ---- | ---- | ---- | ---- | ---- | ---- | ---- | ---- | ---- | ---- | ---- | ---- | ---- | ---- | ---- | ---- | ---- | ---- | ---- | ---- | ---- | ---- | ---- |
| Становништво | 1840 | 1863 | 1860 | 1824 | 1800 | 1796 | 1781 | 1786 | 1771 | 1806 | 1792 | 1801 | 1803 | 1815 | 1845 | 1843 | 1839 | 1837 | 1860 | 1898 | 1906 | 1901 | 1883 | 1886 | 1876 | 1878 |